# كفر الشيخ هلال
قرية كفر الشيخ هلال هي إحدى القرى التابعة لمركز ميت غمر في محافظة الدقهلية في جمهورية مصر العربية. حسب إحصاءات سنة 2006، بلغ إجمالي السكان في كفر الشيخ هلال 5691 نسمة، منهم 2924 رجل و2767 امرأة.